# Губавац (острво)
Губавац је мало ненасељено острво у хрватском делу Јадранског мора.
Губавац се налази у Мљетском каналу 2 км северозападно од насеља Лумбарда на Корчула. Површина острва износи 0,41 км². Дужина обалске линије је 0,97 км.. Највиша тачка на острву је 8 м-.